# Гривз (лунный кратер)
Кратер Гривз (лат. Greaves) — небольшой ударный кратер расположенный на юго-западной окраине Моря Кризисов на видимой стороне Луны. Название присвоено в честь британского астронома Уильяма Гривза (1897—1955) и утверждено Международным астрономическим союзом в 1976 г. 

## Описание кратера

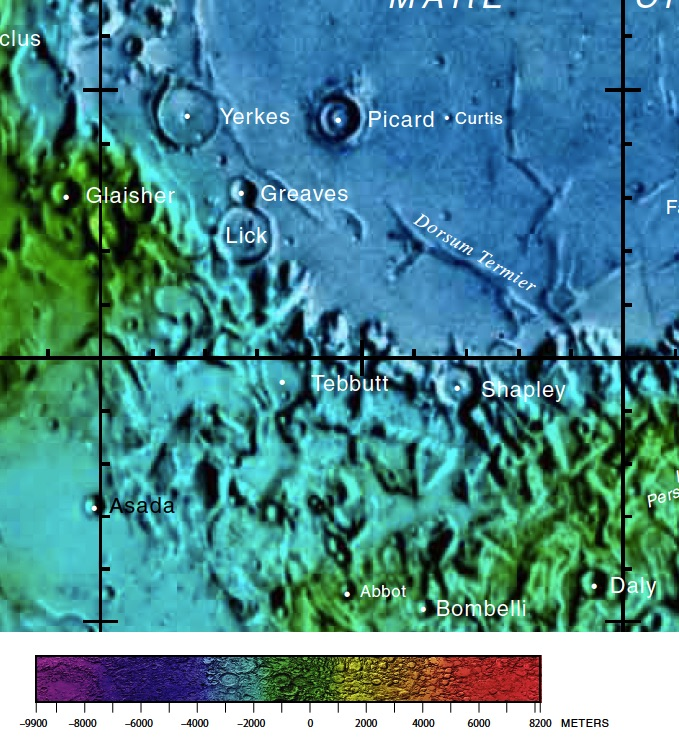
Окрестности кратера Гривз. Фрагмент карты видимой стороны Луны.

Ближайшими соседями кратера являются кратер Глейшер на западе, кратер Йеркс на северо-западе, кратер Пикар на северо-востоке, кратер Лик на юге. На западе от кратера находится Болото Сна, на севере-северо-западе гряда Оппеля, на юго-востоке гряда Термье. Селенографические координаты центра кратера 13°11′ с. ш. 52°47′ в. д. / 13,18° с. ш. 52,79° в. д., диаметр 14,3 км, глубина 2,41 км.
Кратер имеет слегка эллиптичную чашеобразную форму с небольшим участком плоского дна. Высота вала над окружающей местностью составляет 490 м. По морфологическим признакам кратер относится к типу BIO (по названию типичного представителя этого класса – кратера Био). 
До получения собственного наименования в 1976 г. кратер имел обозначение Лик D (в системе обозначений так называемых сателлитных кратеров, расположенных в окрестностях кратера, имеющего собственное наименование).

## Сателлитные кратеры
Отсутствуют.